# Herb województwa mazowieckiego
Herb województwa mazowieckiego – jeden z symboli województwa mazowieckiego w postaci herbu. 

## Wygląd i symbolika
Herb województwa mazowieckiego przedstawia w polu czerwonym białego orła, o dziobie i szponach złotych.
Herb swoim wyglądem nawiązuje do historycznego herbu książąt mazowieckich z dynastii Piastów, w wersji używanej przez 200 lat od momentu inkorporacji Mazowsza do Korony, aż do III rozbioru Polski.

## Historia
Herb województwa mazowieckiego został przyjęty uchwałą Nr 50/02 Sejmiku Województwa Mazowieckiego z dnia 13 maja 2002 roku. Przedstawiał w polu czerwonym białego orła o dziobie i szponach złotych oraz złotym pierścieniu spinającym ogon.
W roku 2006 działająca przy Ministerstwie Spraw Wewnętrznych i Administracji komisja heraldyczna, opiniująca projekty herbów, flag, medali i odznaczeń, uznała, że orzeł w herbie województwa mazowieckiego nie ma nic wspólnego z regionalną tradycją Mazowsza. Przy ustanawianiu herbu eksperci twierdzili, że jest on wzorowany na orle z pieczęci z 1371 r. należącej do Siemowita III, księcia czerskiego, rawskiego, wiskiego i płockiego. Później uznano, że jest to jednak orzeł łudząco podobny do widniejącego w herbie Obornik.
Obecna wersja herbu została ustanowiona uchwałą Sejmiku Województwa Mazowieckiego z dnia 29 maja 2006 roku. Autorem projektu był Andrzej Heidrich.

## Galeria

Herb Księstwa Mazowieckiego
Herb województwa mazowieckiego w czasach I RP
Herb województwa mazowieckiego (Kongresówka)
Herb województwa mazowieckiego do 2006 roku